# Double R Productions
Double R Productions (conocida anteriormente como: Troublemaker Studios) es una productora de cine propiedad de Robert Rodríguez y su exesposa, la productora Elizabeth Avellán. Originalmente fundada como Los Hooligans Productions, sus emisiones incluyen Once Upon a Time in Mexico, Spy Kids y la Trilogía Sin City . Rodríguez desempeña un papel importante en el día a día de las operaciones de la sociedad que tiene sus sede en Austin, Texas. 
Más información sobre la empresa se puede ver en el documental: Inside Troublemaker Studios, incluido en la edición en DVD del film Once Upon a Time in Mexico. La producción más reciente fue en el 2010 con la película Machete. En el 2007 se realizó el film creado por Robert Rodríguez y Quentin Tarantino: Grindhouse, que consta de dos partes. En 2014 estrenó Sin City: A Dame to Kill For.
Las instalaciones de los estudios están localizadas en el antiguo aeropuerto municipal Robert Mueller en Austin, utilizando algunos hangares y oficinas. Ahí se encuentra una gran pantalla verde (Croma) así como algunos sets de filmación. Las oficinas de producción, los locales de construcción y otras vitales funciones para la producción de películas, se encuentran igualmente ahí. 
Troublemaker Digital, la compañía de efectos visuales de Rodríguez, se ubica en estas instalaciones.
Troublemaker Sound, sus segundas instalaciones, se encuentran en las afueras de Austin. Estas proveen servicios de postproducción y de edición.